# Krotnjek
Krotnjek je potok, ki izvira pod Korenskim sedlom ob avstrijsko-slovenski meji in se pri naselju Podkoren izliva v Savo Dolinko. Krotnjeku se kot desni pritok pridruži še potok Kališnik, ki izvira pod goro Kališje (1435 m).